# جووانی باتیستا بردا
جووانی باتیستا بردا (انگلیسی: Giovanni Battista Breda; ۲۱ ژوئیهٔ ۱۹۳۱ – ۱۳ ژوئیهٔ ۱۹۹۲) ورزشکار شمشیربازی اهل ایتالیا بود.
وی در مسابقات کشوری و بین‌المللی در مجموع برندهٔ ۱ مدال نقره شده‌است.